# Valsamáta
Valsamáta är en ort i Grekland.   Den ligger i prefekturen Nomós Kefallinías och regionen Joniska öarna, i den sydvästra delen av landet, 270 km väster om huvudstaden Aten. Valsamáta ligger 472 meter över havet och antalet invånare är 1 008. Den ligger på ön Kefalonia Island.
Terrängen runt Valsamáta är kuperad västerut, men österut är den bergig. Runt Valsamáta är det ganska glesbefolkat, med 43 invånare per kvadratkilometer. Närmaste större samhälle är Argostoli, 8,3 km väster om Valsamáta. 